# Unserdeutsch
Unserdeutsch (Autoglossonyme: Kaputene Doitsh, Kapute Deutsch; englisch: Rabaul Creole German) ist eine sterbende Kreolsprache im Südwestpazifik, die heute hauptsächlich in Australien und zu einem geringen Teil in Papua-Neuguinea gesprochen wird. Sie ist zu Beginn des 20. Jahrhunderts im Umfeld einer katholischen Internatsschule in der einstigen deutschen Südseekolonie Deutsch-Neuguinea entstanden. Nach heutigem Kenntnisstand ist Unserdeutsch die einzige Kreolsprache der Welt, deren Wortschatz auf dem Deutschen basiert. Ihre grammatische und lautliche Struktur ist jedoch deutlich stärker vom örtlichen Tok Pisin (Melanesisches Pidgin-Englisch) beeinflusst, das heute einen offiziellen Status in Papua-Neuguinea hat.
Im Jahr 2020 wird Unserdeutsch nur noch von weniger als 100 älteren Menschen als Erstsprache gesprochen. Sprecherzahl und Sprachgebrauch sind seit den 1960er Jahren anhaltend rückläufig, Unserdeutsch gilt somit als kritisch gefährdet.

## Sprachentstehung und Sprachgeschichte
Die Geschichte von Unserdeutsch beginnt um das Jahr 1900 an der katholischen Missionsstation der Herz-Jesu-Missionare (MSC) in Vunapope (heute Stadtteil von Kokopo, damals Herbertshöhe), in der Nähe von Rabaul (damals Simpsonhafen), auf der Insel Neubritannien (damals Neupommern), der größten Insel des Bismarck-Archipels.
In den 1880er Jahren haben sich deutsche Herz-Jesu-Missionare in Vunapope niedergelassen und 1897 ein Waisenhaus und eine Internatsschule für die zahlreichen Kinder gegründet, die im weiteren Umfeld der Mission aus interethnischen Beziehungen zwischen europäischen oder asiatischen Männern und einheimischen Frauen geboren wurden. Die Kinder wurden gesammelt und in der Missionsstation nach europäischen Wertevorstellungen und im katholischen Glauben aufgezogen und unterrichtet. Sie wuchsen in der Mission in geografischer und sozialer Isolation mit dem Bewusstsein und der Erfahrung auf, weder zur weißen Kolonialbevölkerung zu gehören noch indigene Schwarze zu sein. Somit standen sie aufgrund ihrer Hautfarbe zwischen den Fronten der damaligen kolonialen Rassengesellschaft, was zur entscheidenden außersprachlichen Voraussetzung für die Genese von Unserdeutsch wurde.
Die Kinder wurden in der Missionsschule in Hochdeutsch unterrichtet und durften auch im Alltag nur Hochdeutsch sprechen. Die Verwendung von Tok Pisin, das von den meisten Kindern bei Eintritt in die Mission als Erstsprache gesprochen wurde, war als Sprache der „Kanaken“ strikt verboten. Im Zuge des erzwungenen Erwerbs des Hochdeutschen etablierten die Kinder eine pidginisierte, d. h. vereinfachte und restrukturierte Form des Deutschen für die Kommunikation unter sich, deren Vokabular einerseits weitgehend dem Deutschen entnommen wurde, deren grammatische und lautliche Struktur aber andererseits stark an Tok Pisin angelehnt war. Die aufwachsenden Missionskinder verblieben auch nach Austritt aus der Schule an der Mission. Auf den Schulaustritt folgend war für die jungen Männer eine Handwerkerschule und für die Frauen eine Hauswirtschaftsschule vorgesehen. Bei Volljährigkeit wurden sie anschließend von den Missionaren untereinander (zwangs-)verheiratet, erhielten zur Niederlassung meist ein Grundstück auf dem Missionsgelände und wurden in verschiedenen Einrichtungen der Mission etwa als Landwirt, Baumeister, Verwaltungsangestellte etc. beschäftigt. Dank der Endogamie konnte sich die unter ihnen gesprochene, pidginisierte Varietät des Deutschen in den neu gegründeten gemischtrassigen Haushalten als familiäre Alltagssprache etablieren und dort dann auch zur Erstsprache der nächsten gemischtrassigen Generation werden. Unserdeutsch wird somit in der Zwischenkriegszeit bereits ein recht fortgeschrittenes Stadium des funktionalen Ausbaus, der strukturellen Konventionalisierung und auch die Stufe der Nativisierung erreicht haben und kann somit ab dieser Zeit als kreolisiert gelten.
Mit dem Ausbruch des Ersten Weltkriegs 1914 verlor das Deutsche Reich seine Südseekolonien und australische Truppen besetzten das damalige Neupommern. Die Missionare durften als einzige Deutsche auf der Insel bleiben. Mit ihnen blieb auch die deutsche Sprache zumindest im informellen Alltag und eine Weile auch noch als Schulfach an der Mission präsent, selbst wenn Englisch als neue offizielle Unterrichtssprache festgelegt wurde. Mit dem Ende des Zweiten Weltkriegs und der Niederlage des Deutschen Reichs wurde die deutsche Sprache 1945 endgültig aus der Missionsschule verbannt. Unserdeutsch und zum Teil auch Hochdeutsch fanden ab jetzt nur noch im privaten und im Arbeitsumfeld an der Mission Verwendung.
Die sich bereits ab den 1960er Jahren abzeichnende Unabhängigkeit Papua-Neuguineas wurde schließlich 1975 erreicht. Viele Angehörige der Vunapope gemischtrassigen Gemeinschaft waren nun durch die „indigenisierungs Politik“, die staatlich gezielte Förderung der indigenen Bevölkerung, erneuter Diskriminierung ausgesetzt und selbst bei einer Beschäftigung in einer Missionseinrichtung drohte ihnen die Entlassung. Bis auf wenige Ausnahmen emigrierten alle nach Australien, nicht zuletzt auch in der Hoffnung auf bessere Zukunftschancen für ihre Kinder. Die Sprachgemeinschaft zerstreute sich hier in den urbanen Ballungszentren entlang der australischen Ostküste. In der Diaspora ist Unserdeutsch zu einer kommunikativ wertlosen Sprache geworden. Als familiäre Alltagssprache wurde es – auch infolge der immer häufigeren Mischehen unter den Gruppenmitgliedern – vom Englischen abgelöst und an die nächsten Generationen nicht mehr weitergegeben. Die Sprachgemeinschaft begann zu schrumpfen und veraltete immer mehr. Heute (Stand: 2017) leben höchstens noch etwa 100 Unserdeutsch-Sprecher in Australien und etwa 10 in Papua-Neuguinea. Selbst die jüngsten unter ihnen sind inzwischen über 60, die allermeisten deutlich über 70 Jahre alt. Angesichts dieser Umstände gilt Unserdeutsch heute als kritisch gefährdet und wird, wenn die Trends der vergangenen Jahrzehnte weiterhin anhalten, innerhalb der kommenden zwei bis drei Jahrzehnte ausgestorben sein.

## Allgemeine strukturelle Charakteristika
Kreolsprachen entstehen typischerweise als Folge von kolonialem Sprachzwang und anhaltendem, regelmäßigem Kontakt zwischen den Sprachgemeinschaften der Kolonisatoren und der Kolonisierten. Ihre Grammatik ist in der Regel stark vom Einfluss der am Sprachkontakt beteiligten Sprachen der Kolonisierten geprägt, die ihrerseits das Substrat des Kreols darstellen. Der Wortschatz wird überwiegend aus der dominanten europäischen Sprache entnommen, die das Superstrat bildet. Im Fall von Unserdeutsch ist das dominante Substrat das von den meisten Missionskindern der ersten Generation als Erstsprache gesprochene Tok Pisin, während die Superstratsprache das Deutsche ist, das von den Missionaren in Vunapope gesprochen und unterrichtet wurde.
Da Unserdeutsch seine Wurzeln im (frühen) Zweitspracherwerb des Deutschen hat, zeigt es strukturelle Ähnlichkeiten mit anderen Formen von deutschen L2-Varietäten; sowohl mit deutschbasierten Pidgins wie etwa Küchendeutsch in Namibia, als auch mit deutschen Lernervarietäten, wie sie etwa im Zusammenhang mit dem sogenannten „Gastarbeiterdeutsch“ diskutiert und beschrieben worden sind. Im Gegensatz zu letzteren ist aber die im Vergleich zum Deutschen feststellbare relative strukturelle Einfachheit und die Restrukturierung von Unserdeutsch nicht mit dem unvollständigen Spracherwerb zu erklären. Die gemischtrassigen Kinder der ersten (und z. T. auch der zweiten) Generation hatten ja an der Mission einen uneingeschränkten Zugang zum Deutschen, das sie, wie schriftliche und mündliche Überlieferungszeugnisse zeigen, infolge des Erwerbszwangs sowohl schriftlich als auch mündlich tatsächlich erworben haben. Strukturelle Abweichungen vom Deutschen scheinen vielmehr als das Ergebnis von bewusstem sprachlichem Widerstand, gleich dem Wesen eines jugendsprachlichen Soziolekts, konstruiert und konventionalisiert worden zu sein, als eine Art symbolische Distanzierung vom Deutsch der Missionare. Vom Hochdeutschen abweichende Strukturen wurden also – als identitätsstiftender Akt – zur Schaffung einer distinktiven Gruppenidentität offensichtlich bewusst bevorzugt, und (a) mittels spontaner Simplifizierungen deutscher Strukturmerkmale, (b) durch strukturelle Einflüsse aus Tok Pisin sowie (c) durch autochthone sprachliche Innovationen hergestellt.
Im Gegensatz zu Lernervarietäten und auch zu Küchendeutsch ist die sprachliche Struktur von Unserdeutsch – trotz seiner selbstverständlich vorhandenen internen Variabilität – weitgehend stabil und relativ ausgebaut. Die relativ schnelle und weitgehende Konventionalisierung seiner sprachlichen Struktur wurde begünstigt vor allem durch das geschlossene und dichte soziale Netzwerk der Gemeinschaft, die recht schnell einsetzende alltagssprachliche Verwendung der Sprache und ihre identitätsmarkierende Funktion.
Unserdeutsch ist ein eindrucksvolles Beispiel dafür, wie erstaunlich schnell kontaktinduzierter Sprachwandel vor sich gehen kann: Zwischen dem Beginn des erzwungenen Deutscherwerbs in der Internatsschule und der Genese eines relativ stabilen, ausgebauten und als Erstsprache erlernten Kreols liegt nicht mehr als eine einzige Generation.
Dank der Hochdeutschkompetenz der ersten Generation und der bis weit in die Nachkriegszeit reichende Präsenz der deutschen Missionare in Vunapope existierte Unserdeutsch über mehrere Jahrzehnte hinweg neben bzw. im Schatten des deutlich prestigevolleren deutschen Gebrauchsstandards der weißen Missionare. Je nach Beruf, Intensität des Kontakts zu den Missionaren und Prestigeorientierung haben einzelne Familien ihren Sprachgebrauch in unterschiedlichem Maße an der deutschen Leitvarietät der Missionare ausgerichtet, auch um sich dadurch in der Prestigehierarchie innerhalb der eigenen Gemeinschaft zu positionieren. Die Folge war die Entstehung einer Art Kreolkontinuum zwischen basilektalem Unserdeutsch mit größter struktureller Distanz zum Hochdeutschen und maximaler Nähe zu Tok Pisin, und meso- bzw. akrolektalen Varietäten mit größerer Nähe zum Hochdeutschen, dadurch größerer struktureller Elaboriertheit und geringerem Grad von Restrukturierung.

## Sprachstruktur
Unserdeutsch weist neben kreoltypischen soziohistorischen bzw. Kontextmerkmalen wie das relativ junge Alter der Sprache oder die für die Sprachentstehung entscheidende asymmetrische Machtkonstellation auch in seiner Sprachstruktur verschiedene kreoltypische Züge auf. Diese zeigen sich vor allem im geringeren Grad an struktureller Komplexität im Vergleich zur Lexifikatorsprache, dabei vor allem auch in der Tendenz zum isolierenden Sprachbau, und generell im tiefgreifenden Substrateinfluss von Tok Pisin in Lautung und Grammatik.

### Lexik
Unserdeutsch verfügt im Vergleich zu seiner Lexifikatorsprache über ein deutlich kleineres Lexikon sowohl bei Inhalts- wie auch bei Funktionswörtern. Dies erklärt sich nicht zuletzt auch damit, dass Unserdeutsch seit jeher ausschließlich in der informellen Mündlichkeit verwendet wurde, und anderen Registern und Funktionen nie gerecht werden musste. Der weit überwiegende Teil des Vokabulars stammt aus dem Deutschen, ergänzt mit Übernahmen sowohl aus dem Tok Pisin als auch dem australischen Englisch.
| Nicht-deutsche Lexik in Unserdeutsch | |
| Aus dem Tok Pisin                    | kakaruk (‘Huhn, Hahn’), kaukau (‘Süßkartoffel’), kanda (‘Bambusstock’), wokabaut (‘gehen, spazieren’), hambak (‘unartig, frech’), hausboi/hausmeri (‘männlicher/weibliche Hausangestellte/r’), wantok (‘Landsmann/Freund’), orait (‘gut, okay’) |
| Aus dem Englischen                   | shtore (‘Laden/Geschäft’), business (‘Geschäft’), office (‘Büro’), government (‘Regierung’), whether (‘ob’), o(r) (‘oder’) |

Vor allem bei den Verben kommen häufiger hybride Wortformen in Unserdeutsch vor. In erster Linie solche mit englischem Stamm und Affixen aus dem Deutschen und/oder aus dem Tok Pisin.
| Beispiele hybride Wortformen                                                               |
| Du hat ge-mention ire muter. ‘Du hast ihre Mutter erwähnt.’                                |
| Du kan leas-im de flantsung fi finf yare. ‘Du kannst die Plantage für fünf Jahre pachten.’ |
| I hat ain haus ge-rent-im in Woodridge. ‘Ich habe ein Haus in Woodridge gemietet.’         |

Die Lexik von Unserdeutsch lässt zudem Rückschlüsse auf die geografische und sprachliche Herkunft des deutschen Missionspersonals zu. Eine systematische Analyse von regional markierter deutscher Lexik in Unserdeutsch hat ergeben, dass die Missionare in Vunapope hauptsächlich eine nordwestdeutsch-westfälisch geprägte standardnahe Alltagssprache gesprochen haben.

### Phonologie
Kreolsprachen weisen im Vergleich zu ihrer Lexifikatorsprache oft eine geringere phonologische Komplexität auf. In dieses Bild reiht sich auch Unserdeutsch ein, da es einerseits über ein reduziertes Phoneminventar verfügt, indem es typologisch unübliche, markierte Vokale und Konsonanten des Hochdeutschen tendenziell abgebaut hat, und sich andererseits durch eine einfachere Silbenstruktur auszeichnet. Diese Phänomene sind nicht ausschließlich auf spracherwerbsbedingte Vereinfachungsprozesse zurückzuführen, sondern können in weiten Teilen als phonologischer Substrateinfluss von Tok Pisin erklärt werden.

#### Phoneminventar

##### Vokalsystem
Das Lautsystem von basilektalem Unserdeutsch stimmt sowohl quantitativ als auch qualitativ (mit Ausnahme von /ɛ/) mit dem von Tok Pisin überein. Es besteht aus den fünf Vokalphonemen /i/, /ɛ/, /a/, /o/, /u/ und unterscheidet sich vor allem in folgenden Aspekten vom Vokalsystem des Hochdeutschen.
| Merkmale | Hochdeutsch              | Unserdeutsch    |
| Absenz der hochdeutschen Reduktionsvokale (abgeschwächte Nebensilbenvokale) [ə] und [ɐ] in unbetonten Silben | ‘aber’ ‘Schule’          | [abɛ] [ʃulɛ]    |
| Abbau der gerundeten Vorderzungenvokale (ü und ö)                                                            | ‘für’, ‘von’ ‘Frühstück’ | [fi] [friʃtik]  |
| Abbau der langen Vokalphoneme                                                                                | ‘Mädchen’ ‘diese’        | [mɛthɛn] [disɛ] |

##### Konsonantensystem
Auch im Konsonantensystem von basilektalem Unserdeutsch besteht eine weitgehende Übereinstimmung mit dem Inventar von Tok Pisin. Mit den stimmlosen Frikativen [f] und [ʃ] und der peripheren Affrikate [tʃ] kennt das Unserdeutsch lediglich drei Konsonantenphoneme, die es im Tok Pisin nicht gibt. Alle anderen Konsonantenphoneme im Hochdeutschen, die crosslinguistisch als markiert gelten und im Tok Pisin nicht vorkommen, sind im Unserdeutsch tendenziell abgebaut oder substituiert, wie die untenstehende Tabelle illustriert.
| Hochdeutsch | Unserdeutsch | Beispiele                           |
| [ç]         | [h]/Ø        | ‘Kirche’ – [kirhɛ], ‘nicht’ – [ni]  |
| [χ]         | [h]/Ø        | ‘lachen’ – [lahɛn] ‘Tag’ – [ta]     |
| [pf]        | [f]          | ‘Pflanzung’, ‘Plantage’ – [flansuŋ] |
| [ts]        | [s]          | ‘zusammen’ – [susamɛn]              |
| [ʀ]/[ʁ]     | [r]          | ‘trinken’ – [triŋkɛn]               |
| [z]         | [s]          | ‘diese/dieser/dieses’ – [disɛ]      |

#### Silbenstruktur
Wie die meisten Kreolsprachen ist das basilektale Unserdeutsch durch ein klares silbensprachliches Profil charakterisiert. Es zeigt eine Tendenz zu einfachen Silbenkodas und eine Präferenz für CVC- oder CV-Strukturen. In dieser Hinsicht unterscheidet es sich stark vom Hochdeutschen, das typologisch zu den Wortsprachen zählt und sich durch das häufige Auftreten komplexer Konsonantenclustern zur Stärkung der Wortgrenzen auszeichnet (bspw. Furcht, Herbst). Im Unserdeutschen wie in anderen Kreolsprachen werden Konsonantencluster lediglich in silbeninitialer Position toleriert, kaum jedoch in der Silbenkoda. In Unserdeutsch werden die Silbenendränder durch die Tilgung silbenfinaler Konsonanten geschwächt, um die „ideale“ CV(C)-Struktur zu erreichen. Auch dieses Merkmal kann in Unserdeutsch auf den Substrateinfluss zurückgeführt werden, da das Tok Pisin sehr ausgeprägte silbensprachliche Züge aufweist.
‘nicht’ – [ni], ‘sagt’ – [sa], ‘bist’ – [bis], ‘Tag’ – [ta]

### Morphosyntax
Als strukturelles Hauptmerkmal von Kreolsprachen zählt die morphologische Simplizität sowohl in der Flexionsmorphologie als auch in der Wortbildung. Unserdeutsch gilt mit seiner minimalen morphologischen Komplexität in dieser Hinsicht als ein typischer Vertreter von Kreolsprachen: Redundante und irreguläre morphologische Kategorien und Markierungen sind weitgehend absent zugunsten von transparenten und linearen Strukturen; die Tendenz zum isolierenden Sprachbau zeigt sich in der Absenz von synthetischen Markierungen der Lexifikatorsprache; grammatische Kategorien des Deutschen sind entweder abgebaut oder analytisch markiert.

#### Substantive
Das Kategorieninventar und das Flexionsparadigma des unserdeutschen Substantivs ist weitgehend vereinfacht.

##### Kasus
Das viergliedrige Kasussystem im Hochdeutschen (Nominativ, Akkusativ, Dativ und Genitiv) ist im Unserdeutsch weitgehend abgebaut. Das Substantiv kennt somit keine Kasusflexion. Die deutschen Kasussuffixe haben nur in einigen festen Wortverbindungen, insbesondere in formelhaften Ausdrücken (wie Guten ta! – ‘Guten Tag’, am abend – ‘am Abend’), überlebt.
| de shwester wokabaut herum mit ain grose kanda in ire hand. ‘Die Missionsschwestern sind mit einem großen Bambusstock in der Hand herumgegangen.’ |

##### Genus
In Unserdeutsch fehlt – ähnlich zu Tok Pisin – auch die grammatische Kategorie des Genus. Somit hat es sowohl für den definiten Artikel als auch für den indefiniten Artikel im Singular jeweils nur eine invariante Form de bzw. ain (de medhen, de man, de kind).
| whether de mensh liben de frau ... ‘ob der Mann die Frau liebt ...’ |
| ain frau un ire hergemal … ‘Eine Frau und ihr Ehemann ...’          |

##### Numerus
Pluralität wird in Unserdeutsch in formaler Anlehnung und funktionaler Äquivalenz zu Tok Pisin ol grundsätzlich analytisch markiert, mit Hilfe des pränominalen Pluralmarkers ale. Das Substantiv selbst bleibt dabei unflektiert. Die hochdeutschen Pluralsuffixe sind nur bei frequenten, häufig pluralisierten Substantiven erhalten geblieben (vgl. ale kinder – ‘die Kinder’). Wird die Pluralität durch ein pränominales Adjektiv oder Indefinitpronomen bereits angezeigt, so fällt der Pluralmarker ale weg.
| er malen ale plan fi bauen ale haus. ‘Er hat die Pläne für den Bau der Häuser gezeichnet.’ |
| du hat drei monat. ‘Man hatte drei Monate (Zeit).’                                         |

#### Verben
Auch in der Verbalflexion zeigen sich auffallende Parallelitäten zu Tok Pisin, zu einem deutlich geringeren Teil aber auch zum Englischen. Mit Ausnahme des nicht obligatorisierten Kopulaverbs sain – ‘sein’ kennt das Verb im Unserdeutsch keine Person- und Numerusflexion. Person und Numerus werden nur durch das Subjekt angezeigt, eine Subjekt-Verb-Kongruenz gibt es nicht.

##### Tempus
Das Tempussystem in Unserdeutsch ist vor allem im Vergleich zum Hochdeutschen stark reduziert und die grammatische Kategorie Tempus im Allgemeinen weit weniger grammatikalisiert. Das Verb steht in aller Regel in seiner nach Person, Numerus, Tempus und Modus unspezifizierten Grundform, bestehend aus dem Stamm und dem suffigierten Verbmarker -(e)n. Davon abweichende, irreguläre Grundformen haben nur die Hilfsverben (z. B. mus – ‘müssen’, hat – ‘haben’, wit – ‘werden’ etc.) sowie einige frequente Vollverben (z. B. get – ‘gehen’, hat – ‘haben’, ‘besitzen’, sagen/sa – ‘sagen’), die anstatt des Infinitivs aus der 3.P.Sg.Präs. Form des deutschen Verbs abgeleitet sind oder auf den deutschen Verbstamm reduziert sind.
| I sagen si: du warten fi wen du kind son gekri! ‘Ich sagte ihr: Warte, bis du das Kind bekommen hast!’ |
| I get tsurik tsu Rabaul eighty-two. ‘Ich ging ’82 nach Rabaul zurück.’                                 |

Vergangenheit
Im Regelfall wird die Vergangenheit nicht oder nur lexikalisch (beispielsweise mittels Temporaladverbien) markiert. Die grammatische Tempusmarkierung ist im Basilekt optional und erscheint, wenn überhaupt, tendenziell am Anfang von Vergangenheitserzählungen.
| Am ta i bringen di su shule … ‘Tagsüber habe ich sie zur Schule gebracht.’ |

Die hochdeutschen synthetischen Präteritalformen hat nur eine kleine, geschlossene Gruppe von frequenten, hauptsächlich Hilfs- und Modalverben, bewahrt (war, wolte, muste, konte, wuste). Im System von Unserdeutsch ist aber nur ein einziges, analytisch gebildetes Vergangenheitstempus angelegt, das von wenigen Ausnahmen abgesehen durch das unflektierte Tempusauxiliar hat und das Partizip Perfekt des Vollverbs gebildet wird. Das Partizip selbst besteht aus dem Präfix ge- + der Grundform des Vollverbs.
| si hat gemahen ... ‘Sie hat gemacht’                                                           |
| Maine fate hat geshterben nointsehnunseksi. ‘Mein Vater ist Neunzehnhundertsechzig gestorben.’ |

Futur
Das Futur wird mit dem unflektierten Auxiliar wit + der Grundform des Vollverbs gebildet. Seine Verwendung ist allerdings optional. Zukünftigkeit kann auch mit der in sich temporal unspezifizierten Grundform des Verbs ausgedrückt werden.
| Du wit sen Freddy morgen. ‘Du wirst Freddy morgen sehen.’                            |
| Dise yar di wit hat ni ain tants. ‘Dieses Jahr werden sie keinen Tanz veranstalten.’ |

##### Modus
Das Verbalparadigma kennt keinen Imperativ. Auch in Imperativsätzen steht das Verb in seiner Grundform. Weiter gibt es keinen synthetischen Konjunktiv, die einzige grammatikalisierte Möglichkeit zur Markierung eines Irrealis ist die polyfunktionale Konstruktion wit + Grundform des Vollverbs, die neben Irrealis auch Futur (s. oben) und habituelle Vergangenheit (s. unten) markieren kann.
| Du wit sa was? ‘Was würdest du sagen?’ |

##### Aspekt
Unserdeutsch hat ein relativ komplexes Aspektsystem, was im Vergleich zum Hochdeutschen auffällig ist. Im kreolistischen Kontext ist es jedoch weit weniger auffällig, da die grammatikalisierte Aspektmarkierung in Kreolsprachen als verbreitet gilt. Unserdeutsch verfügt über zwei Konstruktionen zur Aspektkodierung. Einerseits können Progressivität und Habitualität mithilfe der recht stark grammatikalisierten Konstruktion (Kopula) + am + Verb markiert werden.
| De frau is am kohen fi ire hergemal. ‘Die Frau kocht (gerade) für ihren Mann.’                                           |
| Main fater war [...] ain mechanic, am arbaiten fi de mission. ‘Mein Vater war Mechaniker, er arbeitete für die Mission.’ |

Habituelle Vergangenheit kann andererseits auch mit der Konstruktion wit + Verb ausgedrückt werden. Diese Konstruktion zeigt auffallende formale und funktionale Parallelitäten zum englischen past habitual, was eine spätere, nach dem Ende der deutschen Kolonialzeit erfolgte Etablierung der Konstruktion vermuten lässt.
| Si wit blaib bis sone wil get unten dan si get tsuruek tsuhause un kohen. ‘Sie ist (jeden Tag) bis zur Dämmerung geblieben, dann ist sie nach Hause zurückgegangen und hat gekocht.’ |

##### Genus Verbi
Im Basilekt treten kaum Passivkonstruktionen auf, bestehend aus dem flektierten Auxiliar sain und dem Part. Perf. des Vollverbs. Aufgrund ihrer Ähnlichkeit zum englischen Passiv lässt sich auch hinter dieser eher peripher vorkommenden Passivkonstruktion ein sekundärer Adstrateinfluss aus dem australischen Englisch vermuten.
| Di war gelernt wi tsu kohen. ‘Ihnen wurde beigebracht, wie man kocht.’ |

##### Negation der Verbalphrase
Zur Negation der Verbalphrase wird die Partikel ni verwendet, die in einfachen Verbalphrasen – in Übereinstimmung mit der Negationssyntax in Tok Pisin – am Anfang der Phrase, vor dem Verb also, steht.
| Du ni filen kalt, du hat ain gute leben. ‘Man friert nicht, man hat ein gutes Leben’ |

#### Adjektive
In Unserdeutsch wird am Adjektiv weder Genus noch Kasus oder Numerus markiert. Einzig bestehendes, weitgehend grammatikalisiertes Suffix ist das Attributivsuffix -e, das bei attributivem Adjektivgebrauch obligatorisch an den Stamm gehängt wird. Prädikative und adverbiale Adjektive sind unmarkiert.
| Attributiver Gebrauch | De shwester wokabaut mit ain grose kanda in ire hand. ‘Die Missionsschwestern sind mit einem großen Bambusstock in der Hand herumgegangen.’ |
| Prädikativer Gebrauch | Ale drai knabe son tot. ‘Alle drei Jungs sind bereits tot.’                                                                                 |
| Adverbialer Gebrauch  | Uns baide am shprehen so shoen. ‘Wir beide unterhalten uns so schön.’                                                                       |

Die Adjektivkomparation erfolgt grundsätzlich analytisch, ohne Endungs- oder Wurzelflexion. Ausnahmen bilden lediglich einige (hoch)frequente Adjektive, wie bspw. gut oder alt, die eine synthetische und sogar eine Stammalternation mit einschließender Komparation nach dem Muster des Hochdeutschen kennen.
| Wi hat ferti mer snel. ‘Wir werden schneller fertig.’ |
| de elteste brude ‘der älteste Bruder’                 |

#### Pronomen
Das Pronominalsystem im Unserdeutsch zeigt weitgehende Ähnlichkeit mit dem des Hochdeutschen. Der Unterschied besteht vor allem in der Absenz einer Kasus- und Genusflexion und einigen weiteren Innovationen. Die Demonstrativ-, Possessiv- und Indefinitpronomen sind im Basilekt gänzlich flexionslos. Entweder ist die Form der Pronomen aus der endungslosen Form des hochdeutschen Pronomens abgeleitet (main, sain, fil) oder aus dessen mit -e suffigierter Form (ire, dise). Reflexive oder reziproke Pronomen treten in Unserdeutsch grundsätzlich nicht auf.

##### Personalpronomen
Da die Kategorie des grammatischen Geschlechts (Genus) in Unserdeutsch gänzlich fehlt, referieren die beiden Pronomen der 3. Pers. Sg. ausschließlich auf das natürliche Geschlecht (Sexus). Ein drittes, neutrales Personalpronomen in der 3. Pers. Sg. gibt es ebenso wenig wie ein dem hochdeutschen es bzw. man entsprechendes, unpersönliches Pronomen. Für unpersönliche Konstruktionen wird in Unserdeutsch das Pronomen der 2. Pers. Sg. (du) verwendet.
|           | Singular | Plural |
| 1. Person | i        | wi/uns |
| 2. Person | du       | oi/du  |
| 3. Person | er/si    | di     |

Die zwei Formen des Personalpronomens in der 1. Pers. Pl. verweisen auf eine mögliche Exklusiv-inklusiv-Distinktion (exklusiv: wi vs. inklusiv: uns) analog zum Tok Pisin (exklusiv: mipela vs. inklusiv: yumi), die nach Volkers Aussage in den 1970er Jahren in der Sprache noch vorhanden gewesen sein soll. Umfangreiche jüngere Korpusdaten zeigen jedoch, dass die beiden Formen anstatt einer komplementären, funktionalen Verteilung vielmehr freie Variation zeigen.
| Inklusiv | Uns baide am shprehen so shoen, uns tswai am shprehen Unserdeutsch. ‘Wir beide unterhalten uns so schön ... wir beide sprechen Unserdeutsch.’                                           |
| Exklusiv | Wi tantsen wen wi hat musik; wi ale tantsen, saufen, dan nekste ta wi kaput. ‘Wir tanzen, wenn wir Musik haben; wir tanzen alle, wir saufen, und am nächsten Tag sind wir dann fertig.’ |

Für die 2. Pers. Pl. gibt es zwei funktional gleichwertige Varianten, wobei oi, abgeleitet vom hochdeutschen euch, deutlich häufiger auftritt. Die Form des Personalpronomens der 3. Pers. Pl. ist offensichtlich durch Reanalyse des hochdeutschen Demonstrativpronomens die entstanden.

##### Possessivpronomen
In der 3. Pers. Sg. gibt es auch bei den Possessivpronomen zwei sexusspezifische Formen, sain und ire. Die beiden Varianten in der 1. Pers. Pl. sind funktional-semantisch gleichwertig. Possession kann zusätzlich auch durch die Possessivkonstruktion fi + Personalpronomen ausgedrückt werden (fater fi di – ‘ihr Vater’), und Possessivität wird in der 3. Pers. Sg. tatsächlich oft, in der 3. Pers. Pl. so gut wie ausschließlich durch diese Konstruktion ausgedrückt.
|           | Singular | Plural     |
| 1. Person | main     | unse/unsre |
| 2. Person | dain     | oire       |
| 3. Person | sain/ire | Ø          |

##### Demonstrativpronomen
Das Inventar an Demonstrativpronomen im Unserdeutsch beschränkt sich auf die Lexeme di und dise.

##### Relativpronomen
Unserdeutsch hat mit wo ein Relativpronomen, das im Prinzip sowohl mit einem südwestdeutschen Substrateinfluss als auch einem Substrateinfluss von Tok Pisin erklärt werden kann, das mit we (aus engl. where) über ein ähnliches Relativpronomen verfügt.
| Unserdeutsch | de gantse haus wo is auf de shtrase      |
| Tok Pisin    | olgeta haus we i stap long rot           |
| Hochdeutsch  | ‘Alle Häuser, die auf der Straße stehen’ |

#### Weitere Wortarten
Das Inventar an Funktionswörtern ist in Unserdeutsch, wie in Kreolsprachen allgemein, relativ beschränkt. Diese weisen andererseits einen relativ hohen Grad an Polysemie auf.

##### Artikel
Unserdeutsch kennt einen definiten und einen indefiniten Artikel im Singular (de bzw. ain) und einen Artikel im Plural (ale in Anlehnung an Tok Pisin ol), der sowohl finit als auch indefinit verwendet werden kann. Da Unserdeutsch die Kategorien Genus und Kasus nicht kennt, ist folglich auch die Form der Artikel unveränderlich.
|           | Singular | Plural |
| Definit   | de       | ale    |
| Indefinit | ain      | ale    |

##### Präpositionen
Unserdeutsch hat keine Postpositionen und Zirkumpositionen aus dem Hochdeutschen bewahrt. Die vorhandenen Präpositionen haben mit der (adaptierten) Form in der Regel auch deren Bedeutung aus dem Hochdeutschen übernommen. Einige weitere Präpositionen sind durch die Reanalyse anderer deutscher Lexeme oder Konstruktionen gebildet worden (nahdem – ‘nach’, unten – ‘unter’), wieder andere haben ihre Bedeutung aus dem Englischen entlehnt.
| in English ‘auf Englisch’ (engl. ‘in English’) |
| an boot ‘auf dem Schiff’ (engl. ‘on the boat’) |
| nahdem shule ‘nach der Schule’                 |
| su Rabaul ‘nach Rabaul’ (engl. ‘to Rabaul’)    |

##### Konjunktionen
Die weitaus meisten unserdeutschen Konjunktionen in den jüngeren Interviewdaten stammen aus dem Hochdeutschen. Hinzu kommen mehrere weitere aus dem Englischen, die offensichtlich erst später, als Folge der sprachlichen Überdachung und Dominanz des australischen Englisch entstanden sind. Semantisch äquivalente Konjunktionen deutscher und englischer Herkunft alternieren oft.
| Transfer aus dem Hochdeutschen | Transfer aus dem Englischen | Bedeutung |
| fiwas/wegen                    | (be)cause                   | ‘weil’    |
| ode                            | o / or                      | ‘oder’    |

Das Lexem fi (< dt. für) ist ein plakatives Beispiel für die Polyfunktionalität von Funktionswörtern in Unserdeutsch und in Kreolsprachen allgemein. Das Wort wird als Konjunktion, als Präposition, als Possessionsmarker und auch als einleitendes Element von Verbalphrasen in abhängigen Sätzen verwendet.
| Polyfunktionales fi       |                                                                        |
| Konjunktion               | Er get da fi holen ale kinder. ‘Er geht dahin, um die Kinder zu holen’ |
| Präposition               | fi er ‘für ihn’                                                        |
| „Infinitiverweiterung“    | du wais wi fi mahen ‘Du weißt, wie man es macht.’                      |
| Markierung von Possession | haus fi Tom ‘Toms Haus’                                                |

Darüber hinaus erscheint fi in der Konstruktion fi was – ‘warum/weshalb’ als Interrogativum und als unterordnende Konjunktion fiwas – ‘weil’.
| Fi was du wainen? ‘Warum weinst du?‘                                                    |
| I hat gemahen fiwas hat kain store. ‘Ich habe [das] gemacht, weil es keinen Laden gab.‘ |

### Syntax
In der Syntax von Unserdeutsch zeigt sich ein besonders augenfälliger Substrateinfluss von Tok Pisin, vor allem in Bezug auf die Konstituentenabfolge. Zu den markantesten syntaktischen Eigenschaften von Unserdeutsch gehört vor allem die strikte SV(O)-Abfolge, daneben der Abbau der hochdeutschen Verbalklammer und die Optionalität von Funktionswörtern.

#### SV(O)-Abfolge
Die Konstituentenabfolge Subjekt-Verb-Objekt ist in Unserdeutsch für sämtliche Satztypen charakteristisch. Neben Deklarativsätzen folgen auch Imperativsätze, zum Teil auch Interrogativsätze, und – da Unserdeutsch keine formale Distinktion zwischen Haupt- und Nebensätzen kennt – auch Nebensätze diesem syntaktischen Muster.
| Deklarativsatz   | I war geboren in ain andre plats. ‘Ich bin anderswo geboren.’                                                                                       |
| Imperativsatz    | Du kom sitsen in main office! ‘Komm, setz dich in mein Büro!’                                                                                       |
| Interrogativsatz | Du hat shon geshprehen tsu [Name]? ‘Hast du schon mit [Name] gesprochen?’                                                                           |
| Nebensatz        | Filai yets wi ni get mese fiwas wi war shon sat fon. ‘Vielleicht gehen wir jetzt deswegen nicht mehr zur Messe, weil wir schon genug davon hatten.’ |

Für die Satzgliedstellung in Ergänzungsfragen ergeben sich zwei Stellungsmuster. Das Interrogativum kann sowohl in Finalstellung als auch in Initialstellung stehen.
| Finalstellung   | Du wit get wo? ‘Wohin würdest du gehen?’ |
| Initialstellung | Was du mainen? ‘Was meinst du?’          |

#### Abbau der Klammerkonstruktionen
Ein weiteres syntaktisches Merkmal von Unserdeutsch ist der weitgehende Abbau der hochdeutschen Klammerkonstruktionen und damit die Adjazenzstellung (das direkte Nebeneinander) der verbalen Elemente im Satz. Der Abbau betrifft alle drei hochdeutschen Klammerkonstruktionen: Erstens gibt es in Unserdeutsch durch die feste SV(O)-Wortstellung keine Satzklammer in Nebensätzen, die im Hochdeutschen mit satzeinleitendem Element (bspw. Relativpronomen) und finitem Verb in finaler Position aufgespannt ist.
| ain mensh wo kan shprehen English ‘ein Mensch, der Englisch sprechen kann’ |

Zweitens ist die Lexikalklammer bei Partikelverben aufgehoben. Deutsche Partikelverben sind in Unserdeutsch oft zu untrennbaren Präfixverben reanalysiert worden. Ist dies nicht der Fall und ist eine Trennung möglich, so folgt die abgetrennte Partikel direkt auf das Verb.
| Dan wi ma weg ale shale. ‘Dann machten wir die Schalen weg.’                                                              |
| De selbe tsait er aufpasen ale halbwaise kinde am abend. ‘Gleichzeitig passte er am Abend auf die halbweißen Kinder auf.’ |

Drittens betrifft der Abbau auch die Grammatikalklammer. Diese wird im Hochdeutschen bei einem Verbalkomplex, bestehend aus mindestens zwei Verben, aufgespannt, wobei das infinite Verb in finaler Position steht. In Unserdeutsch folgen die Verben in der Regel direkt aufeinander.
| Darum wi muste get tsu kirhe befor miterna. ‘Deswegen mussten wir vor Mitternacht zur Kirche gehen.’ |
| Di hat blaib in Cairns. ‘Sie sind in Cairns geblieben.‘                                              |

Die hochdeutsche Grammatikalklammer ist teilweise noch reduziert erhalten, im Basilekt jedoch kann das so eröffnete Mittelfeld von nicht mehr als einem einzigen Element besetzt sein. Je weiter allerdings die jeweils gesprochene Varietät vom basilektalen Pol des Kreolkontinuums entfernt ist, desto mehr Elemente können dann auch, analog zum Hochdeutschen, im Mittelfeld auftreten.
| I hat kain brif gekri fi er. ‘Ich habe keinen Brief von ihm gekriegt.’ |
| Di wid filai teten i. ‘Sie würden mich vielleicht töten.’              |

#### Tilgung von Funktionswörtern
Das Inventar an Funktionswörtern ist in Kreolsprachen grundsätzlich beschränkter als in ihren jeweiligen Superstratsprachen bzw. als in Nicht-Kreolsprachen. Funktionswörter in Kreols sind deswegen erstens oft polyfunktional, zweitens sind sie in vielen Fällen aber auch optional und müssen nicht immer realisiert werden. Die Tilgung von unterschiedlichen, im Hochdeutschen obligatorisierten Funktionswörtern lässt sich auch in Unserdeutsch beobachten. Erstens kennt Unserdeutsch keine formalen Subjekte oder Objekte, wie das expletive es im Hochdeutschen.
| I hat gemahen fiwas Ø hat kain store. ‘Ich habe [das] gemacht, weil es keinen Laden gab.’ |
| Ø is etwas spet. ‘Es ist etwas spät.’                                                     |

Zweitens ist die Realisierung des Kopulaverbs in Kopulakonstruktionen fakultativ.
| ...wegen du Ø ain gute manager fi uns. ‘weil du ein guter Manager für uns warst.’ |
| Du bis riti ein luehner. ‘Du bist wirklich (richtig) ein Lügner.’                 |

Die Artikel, wenn auch stärker obligatorisiert als die Kopula, können in bestimmten Fällen ebenfalls weggelassen werden.
| Is Ø gute familie. ‘Es ist eine gute Familie.’ |

Auch lokale Präpositionen, die in Verbindung mit direktionalen Verben (bspw. geht, komm) stehen, können weggelassen werden, da die Direktionalität bereits in der Verbbedeutung enthalten ist.
| I wil geht Ø Rabaul. ‘Ich will nach Rabaul gehen.’ |

## Dokumentation von Unserdeutsch
Die ersten Daten und wissenschaftlichen Berichte über Unserdeutsch und andere deutsch-basierte koloniale Varietäten im einstigen Deutsch-Neuguinea stammen vom renommierten Pidginisten und Kreolisten Peter Mühlhäusler (University of Adelaide, South Australia), der in den 1970er Jahren als Erster in der Gegend von Rabaul war, um vor Ort historische Quellen zu Unserdeutsch zu erschließen und Sprecher zu befragen. Wenige Jahre später, Ende der 1970er Jahre, begegnete dann durch Zufall der junge Germanistikstudent Craig Volker in seinem Deutschkurs an einer Highschool in Gold Coast (Queensland, Australien) einer jungen Unserdeutsch-Sprecherin. Auch er ging dann nach Rabaul, erhob dort linguistische Daten, auf deren Grundlage er seine Masterarbeit verfasste, die u. a. die erste grammatische Skizze von Unserdeutsch enthält. In den folgenden Jahrzehnten geriet Unserdeutsch innerhalb der Linguistik jedoch in Vergessenheit.
Erst 2015 ist auf Initiative und unter der Leitung von Péter Maitz an der Universität Augsburg mit der systematischen und umfassenden Dokumentation und Erforschung von Unserdeutsch begonnen worden. 2018 folgte der Umzug des Augsburger Projektteams in die Schweiz, an die Universität Bern, wo die Erforschung der Sprache seitdem fortgesetzt wird. Im Rahmen von mehreren Feldforschungsreisen nach Papua-Neuguinea und Australien wurden zwischen 2014 und 2019 zahlreiche soziolinguistische Interviews mit mehr als der Hälfte der Sprachgemeinschaft geführt. Aus diesen Daten wurde zwischen 2015 und 2019 ein Korpus aufgebaut, das seit 2024 über die Datenbank für gesprochenes Deutsch am Leibniz-Institut für Deutsche Sprache in Mannheim (IDS) zu Forschungs- und Lehrzwecken zugänglich ist. Die wissenschaftlichen Erkenntnisse aus dem Projekt sollen nach Intention des Projektleiters auch dazu beitragen, dass die vergessene bzw. verdrängte deutsche Kolonialzeit in der Südsee angemessen aufgearbeitet wird. Maitz betont in der FAZ die ethische Dimension des Forschungsprojekts: „Wir müssen uns darüber im Klaren sein: Diese Sprache und die Sprachgemeinschaft selbst wären nicht entstanden, wenn es keine koloniale Unterdrückung gegeben hätte (...) Hinter der Entstehung von Unserdeutsch steckt das Schicksal einer kleinen, traumatisierten Gemeinschaft, die wegen ihrer Hautfarbe über Generationen unterdrückt, ausgegrenzt, diskriminiert und auch misshandelt wurde (...) Mal waren diese Menschen nicht weiß genug, dann wieder nicht schwarz genug, um als gleichwertig angesehen und behandelt zu werden“.